# CJ ENM
CJ ENM (korejština: 씨제이이엔엠; zkratka pro Cheil Jedang Entertainment aNd Merchandising) je jihokorejská zábavní a maloobchodní společnost založená v roce 2018. Společnost má sídlo v Soulu.
Společnost CJ ENM byla založena sloučením dvou dceřiných společností CJ Group, CJ E&M a CJ O Shopping, v červenci 2018.

## Divize
- CJ O Shopping – mezinárodně působící divize nakupování domů
- CJ E&M – divize zábavních médií
  - Sparte Media Content – televizní a sériová produkce
    - Tlevizní a sériová produkce
      - Catch On
      - CH Dia
      - Chunghwa TV
      - English Gem
      - Mnet
      - OGN
      - O'live
      - OnStyle
      - OCN
        - OCN Movies
        - OCN Thrills

      - Tooniverse
      - tvN
      - UXN
      - Streamování
      - Tving

    - Televizní produkční společnost
      - Studio Dragon

  - Divize animace
    - Studio Bazooka

  - Divize animace
    - CJ Entertainment

  - Hudební divize
    - Stone Music Entertainment

  - Kategorie událostí
    - Mnet Asian Music Awards
    - KCON
    - Get it Beauty CON
    - O'live Market

  - Divize muzikálů
  - Mediální řešení - marketingová divize

## Sídlo společnosti
- E&M Division: Sangamsanro 66, Mapo-gu, Soul
- O Shopping Division: 870-13, Gwacheon-ro, Seocho-gu, Soul